# Godefroid de Fontaines (évêque)
Pour l’article homonyme, voir Godefroid de Fontaines.
Godefroid de Fontaines ou de Condé, mort en 1237-1238, est un prélat français du XIIIe siècle. Il est le  fils de Roger, seigneur de Condé en Hainaut, et d'Alix, fille de Gossuin, châtelain de Mons.  Godefroid de Fontaines est l'oncle de  Nicolas de Fontaines, futur évêque de Cambrai.
Godefroid  est élu évêque de Cambrai en 1219 et reçoit  l'investiture de l'empereur Frédéric dans une cour solennelle tenue à Nuremberg en 1220.
Diverses émeutes des cambrésiens ont éclaté pendant son épiscopat. Godefroid ordonne la destruction du beffroi de la ville.  Il établit une police et fait une loi qu'on nomma la loi Godefroid.
En 1236, il envoie à  ses fidèles une lettre pastorale recommandant de faire bon accueil aux envoyés du chapitre qui quêtaient dans le diocèse pour la réédification de l'église cathédrale de Cambrai détruite en 1148. En 1238, Godefroid de Condé, qui avait acheté viagèrement la seigneurie de Dunkerque, entreprend de grands travaux pour l'amélioration du port de Dunkerque.  Il fait travailler à l'enlèvement des vases qui s'étaient accumulées, et dans la pensée de les renvoyer plus au large dans la mer, il construit une jetée à l'endroit où ces vases s'amoncelent au côté est de la sortie du port.

## Source
- H. Fisquet, La France pontificale, Cambrai,  pp.  160 ff.